# 307261 Máni
307261 Máni è un cubewano. Scoperto nel 2002, presenta un'orbita caratterizzata da un semiasse maggiore pari a 41,6221420 au e da un'eccentricità di 0,1486808, inclinata di 17,70735° rispetto all'eclittica. Per lungo tempo ha avuto la sola designazione provvisoria 2002 MS4, ricevendo solo nel 2025 il nome definitivo da parte dell'unione astronomica internazionale (IAU).
Il base alla definizione di pianeta nano proposta dalla IAU nel 2006, questo corpo potrebbe rientrare in tale categoria. Il telescopio spaziale Spitzer ha stimato il suo diametro in 726±123 km. Il team di Herschel stima che sia di 934±47 km, che lo renderebbe uno dei 10 TNO più grandi attualmente conosciuti e abbastanza grande da essere considerato un pianeta nano nell'ambito del progetto di proposta del 2006 dell'IAU. È stato osservato 55 volte, con immagini di prescoperta risalenti fino all'8 aprile 1954.
L'asteroide è dedicato a Máni, la divinità che nella mitologia norrena guida il carro che trasporta la Luna.